# Rinodina guzzinii
Rinodina guzzinii är en lavart som beskrevs av Jatta. Rinodina guzzinii ingår i släktet Rinodina och familjen Physciaceae.   Inga underarter finns listade i Catalogue of Life.